# Ånhammar

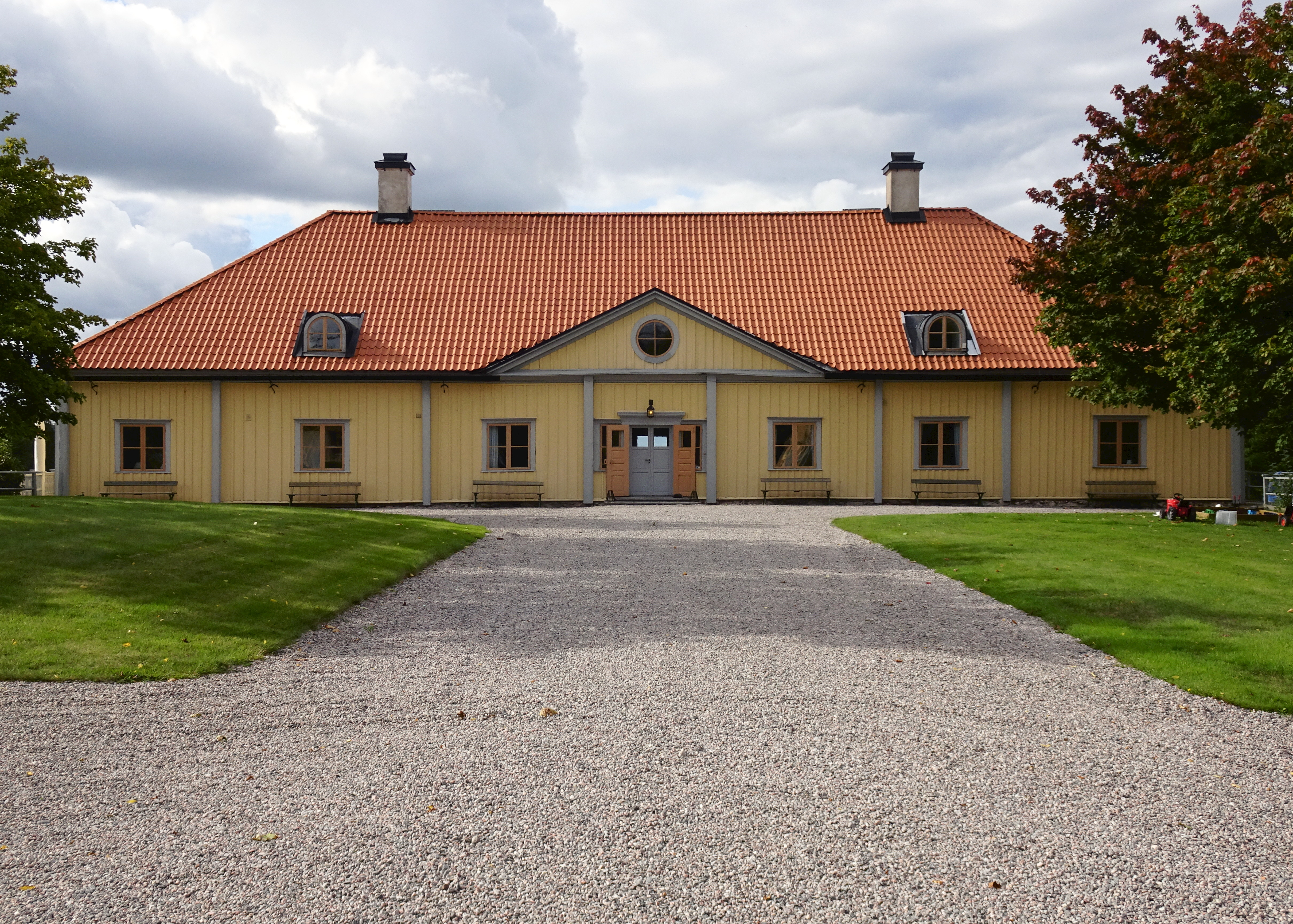
Ånhammars huvudbyggnad, 2017.

Ånhammar är en herrgård och ett tidigare säteri i Gnesta kommun, Södermanland. Gården ligger i Gryts socken vid sjöarna Dunkern och Misteln. Ånhammar är ett av besöksmålen för ekomuseet Åkers bergslag.

## Historik

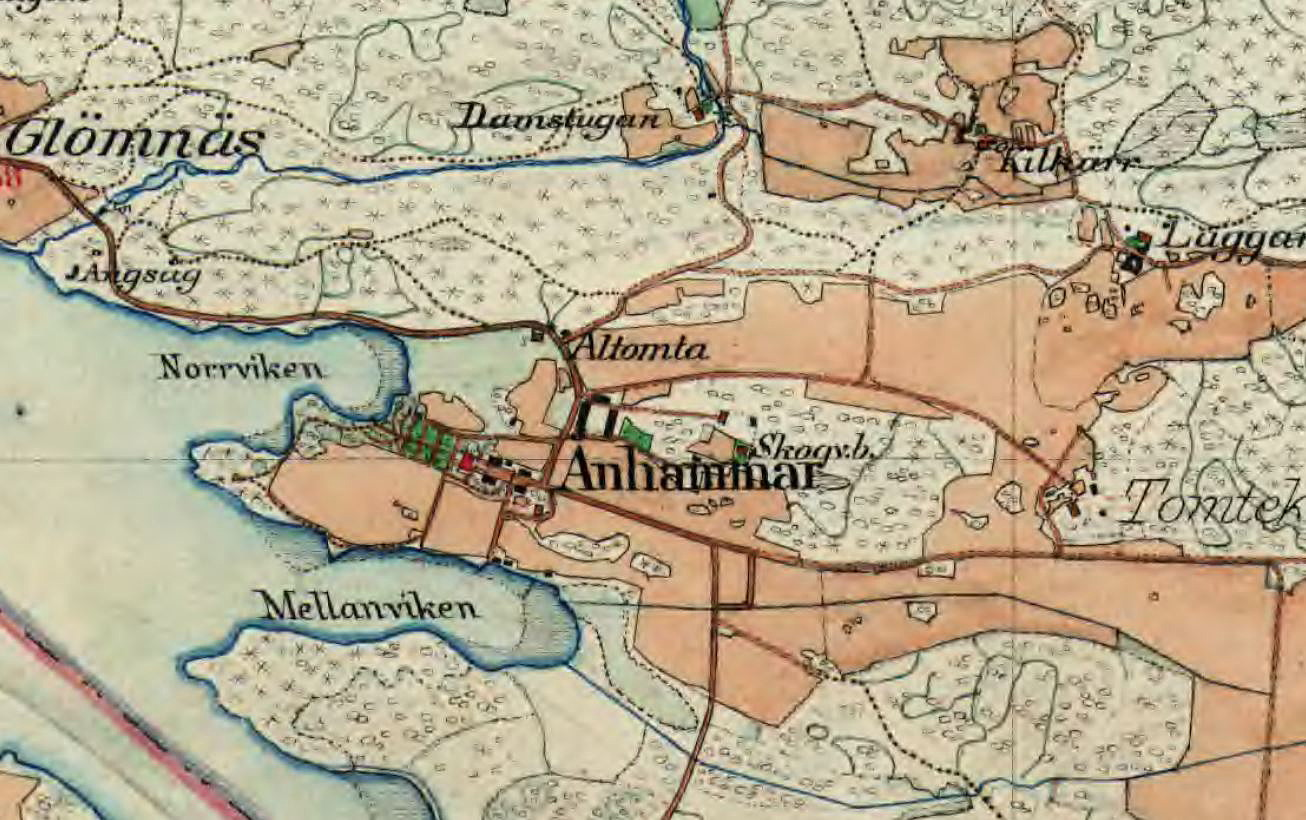
Ånhammar med omgivning, 1901.

Ånhammar har anor sedan järnåldern, i närheten finns flera gravfält, därav två på Näset, halvön söder om Ånhammar. I skriftliga handlingar omtalas Ånhammar första gången 1366 då en johanne in vnambre omnämns. Ånhammar fick sätesprivilegier på 1630-talet, genom dåvarande ägaren Henrik Stöör. 
I slutet av 1600-talet underlades gården Järna i samma socken, som varit sätesgård sedan 1530-talet. Godset tillhörde från 1600-talet släkterna Skytte, Cruus, Fleming samt familjen Fleetwood. Fleetwoodarna sålde 1785 Ånhammar till kommersierådet Joachim Daniel Wahrendorff, som tidigare förvärvat bland annat Åkers styckebruk. Efter honom ägdes Ånhammar av den äldste sonen bergsrådet Anders von Wahrendorff och efter honom av hans son hovmarskalken Martin von Wahrendorff. Denne testamenterade 1861 hälften av sina stora egendomar till brukspatronen Axel Salomon von Stockenström som då även blev ägare till närbelägna Herrökna. Ånhammar var ännu 2017 inom släkten von Stockenströms ägo. Idag sköts verksamheten i ett aktiebolag med tre huvudnäringar: skogsbruk, lantbruk med nötproduktion och fastighetsförvaltning.

## Omgivningen och museet

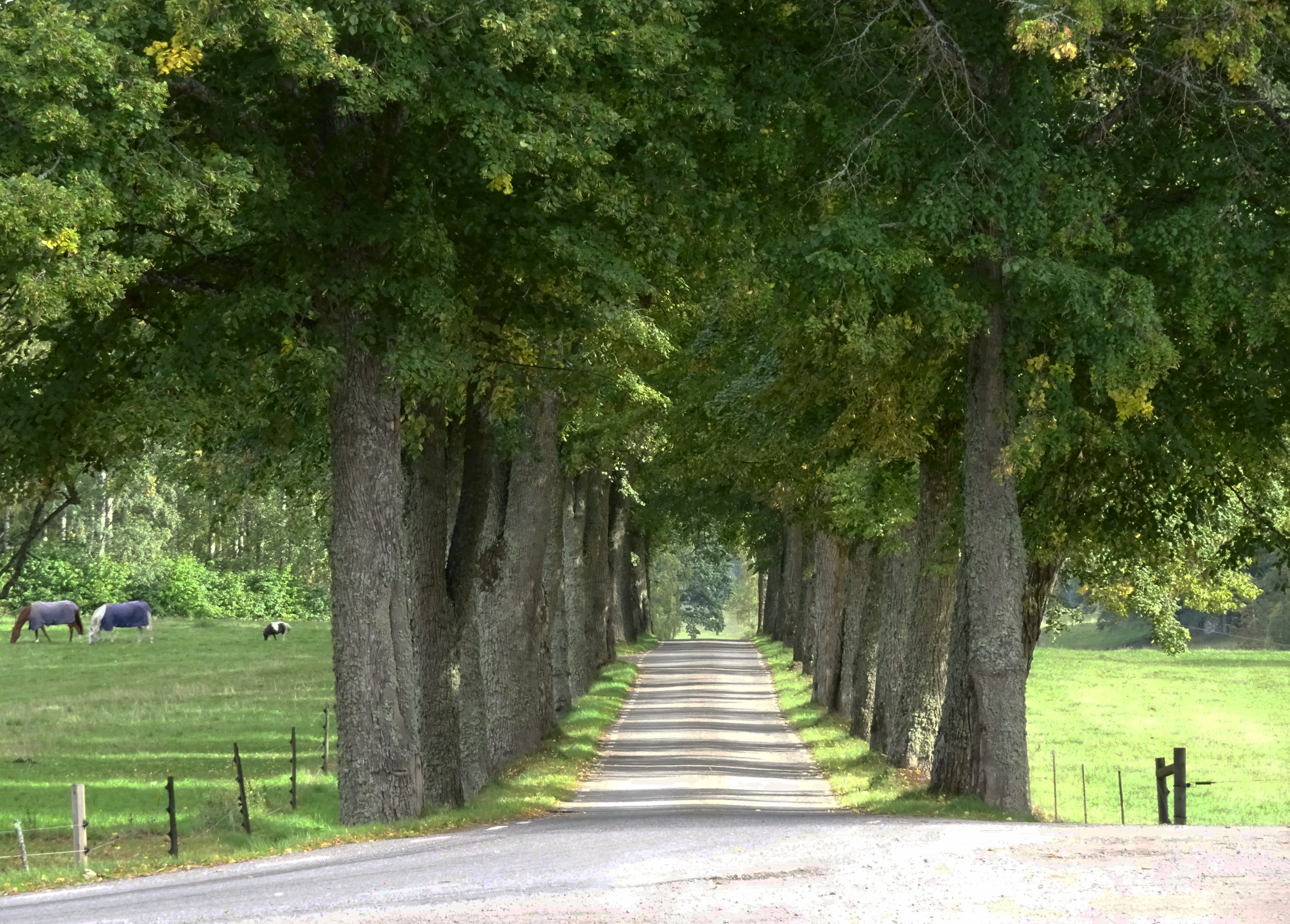
Allén, vy mot öster.

Tillfartsvägen till mangården passerar den äldre fägården med stall och ekonomibyggnad, del skiljs på traditionellt sätt från mangården genom ett staket. Nya ekonomibyggnader uppfördes i början av 1800-talet nordost om herrgården. Vid uppfarten till mangården märks magasinet från 1837. Där har godset ett gårdsmuseum som byggdes upp av Anders von Stockenström tillsammans med sin fru Elisabeth sedan 1950-talet. Här finns historiska samlingar med omkring 2 000 föremål, bland annat kördon, lantbruksredskap, verktyg, maskiner och mycket annat.
Väster om ladugårdsbyggnaderna står en timrad fatabur från 1600-talet samt ett pörte, ditflyttat från Glömnäs. Förbi Ånhammar passerar Sörmlandsleden (mellan etappmålen 18 och 19).
I slänten ner mot sjön Dunkern står även en runsten, med signum Sö 13. Osäkert om det är dess ursprungliga plats, stenen påträffades under en statarbyggnad vid Gatstugan.

## Huvudbyggnaden
Huvudbyggnaden är ett trähus i en våning, uppfört 1638 i karolinsk stil. Till sitt nuvarande yttre med dess valmade tak härstammar större delen av exteriören från början av 1700-talet. Byggnadens ursprungliga utseende var rött, liggande timmer. År 1864 sattes panel upp på huvudbyggnadens framsida och år 1912 även på flyglarna. En del ändringar av interiören utfördes 1913 i samband med en upprustning ledd av arkitekten Sigurd Lewerentz och dennes partner Torsten Stubelius.

## Bilder, övriga byggnader (urval)

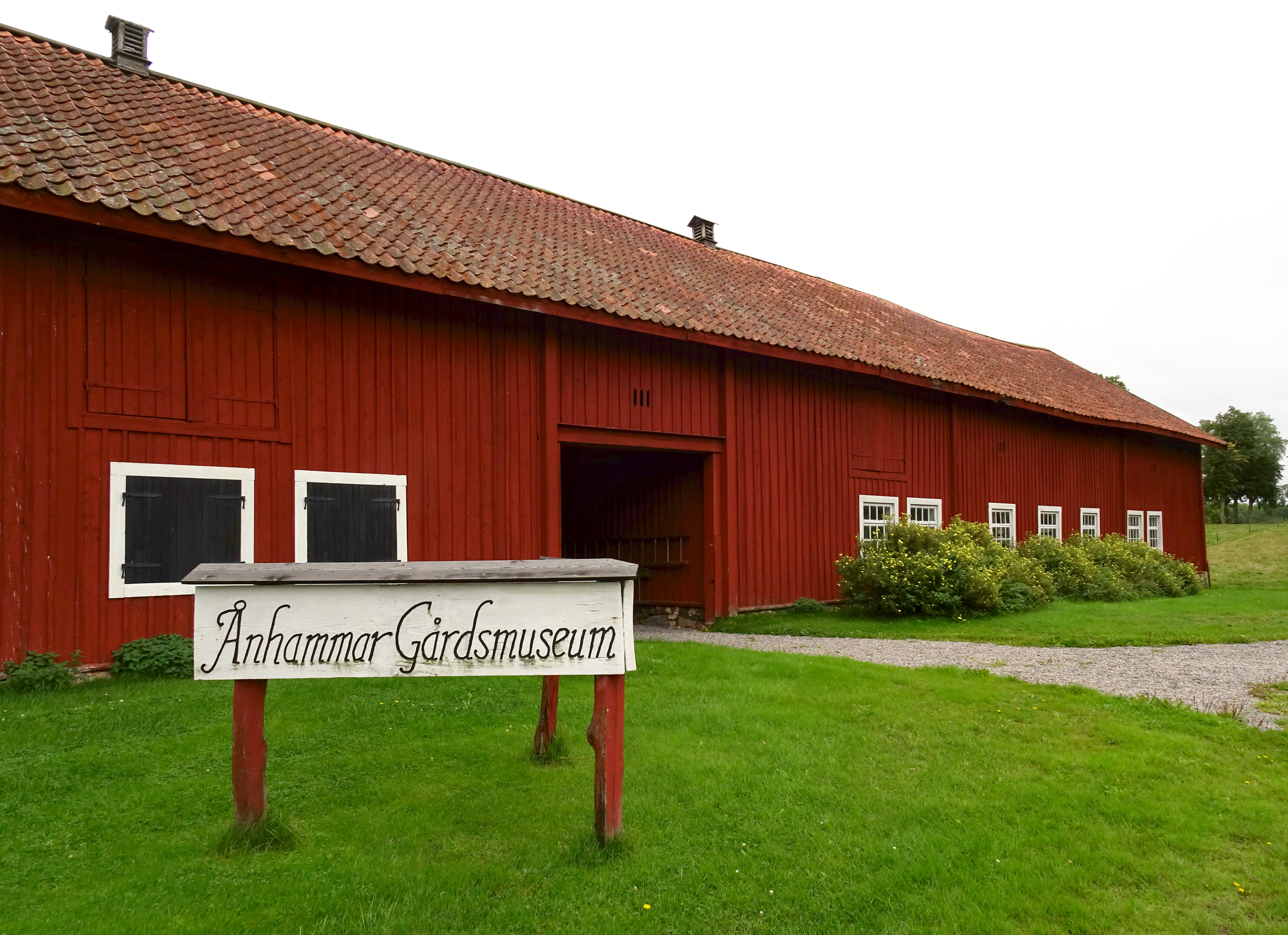
Ånhammars herrgård ladugård.
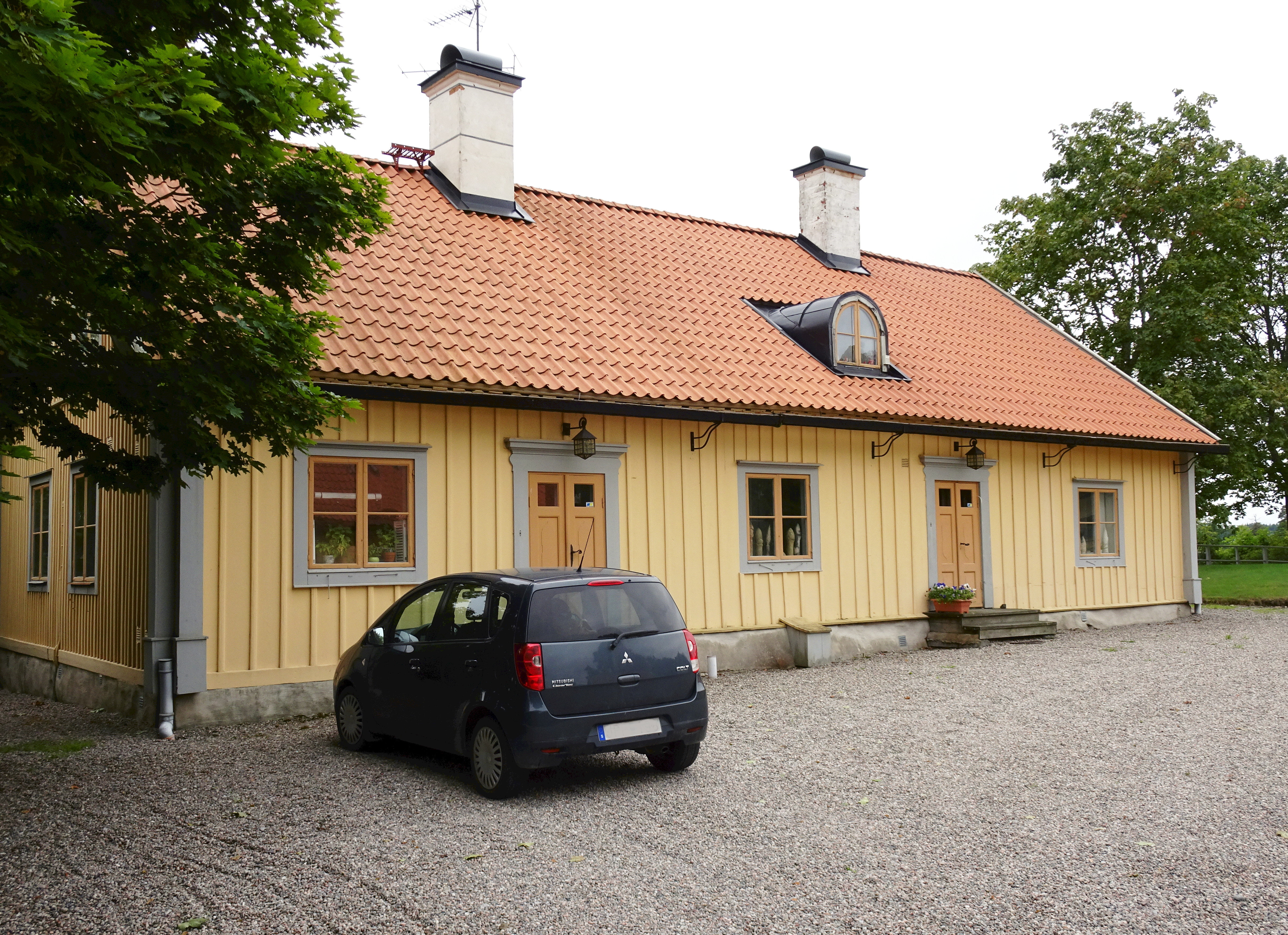
Ånhammars herrgård södra flygeln.
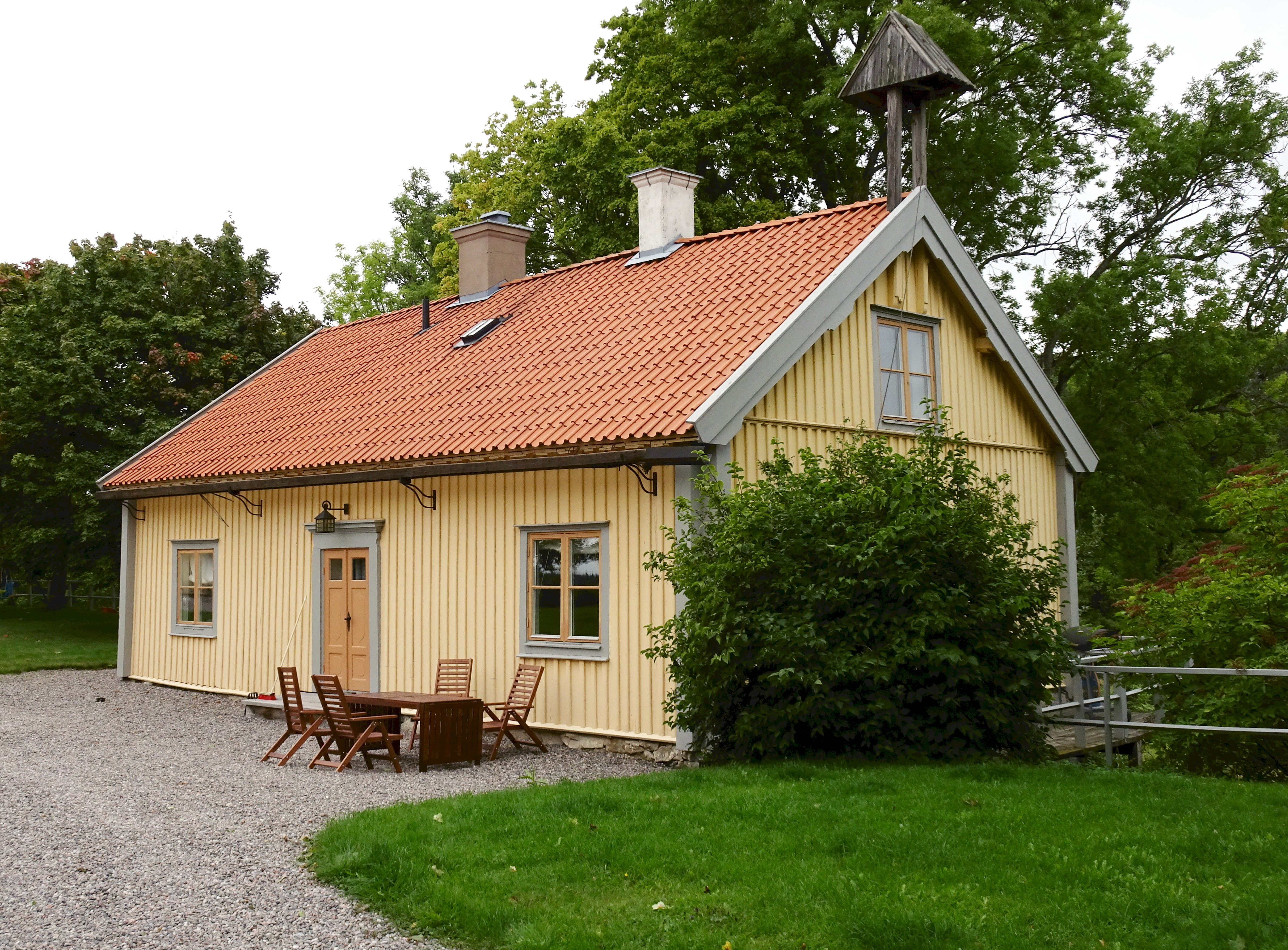
Ånhammars herrgård norra flygeln.
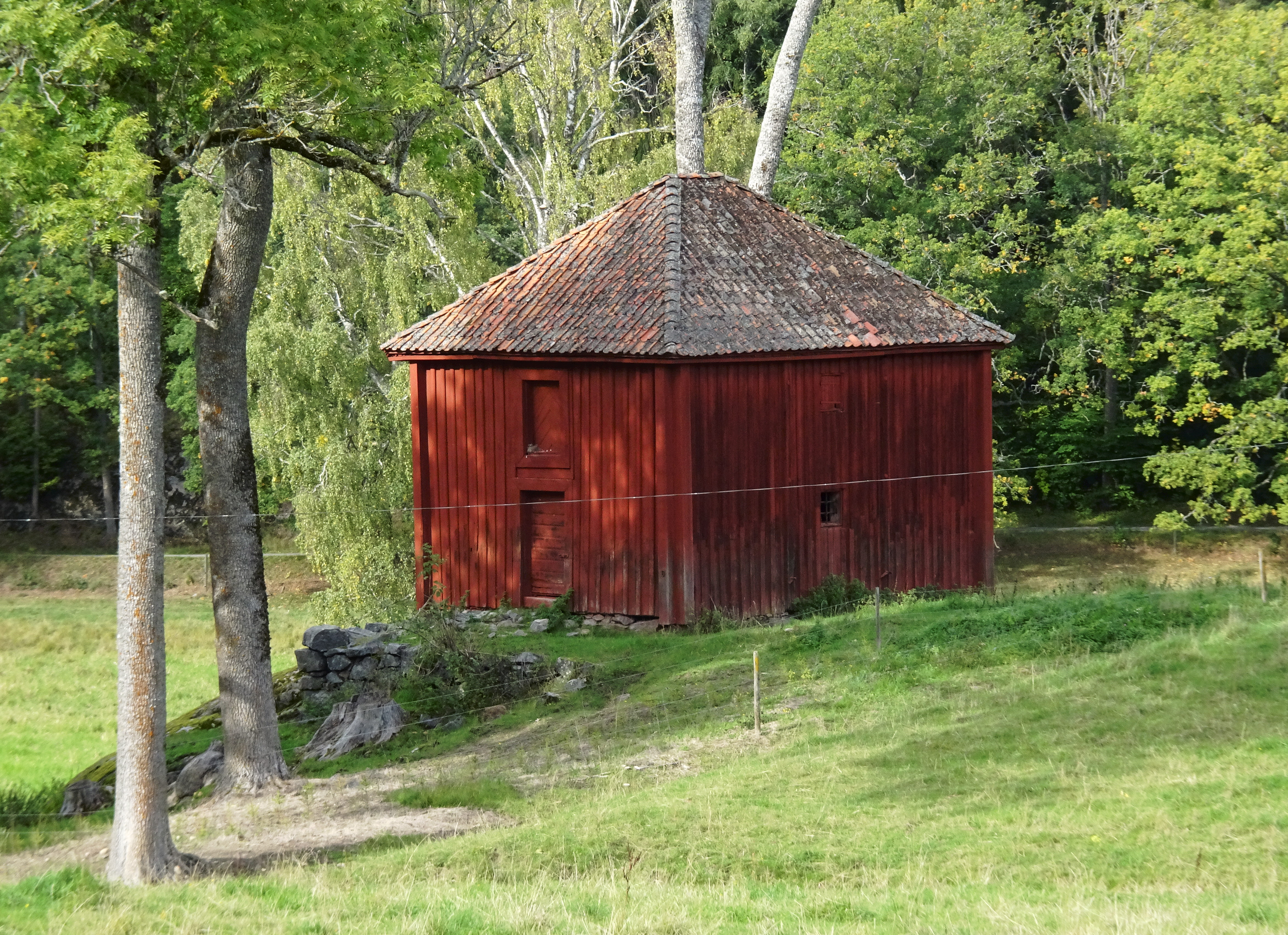
Fatabur från 1600-talet.
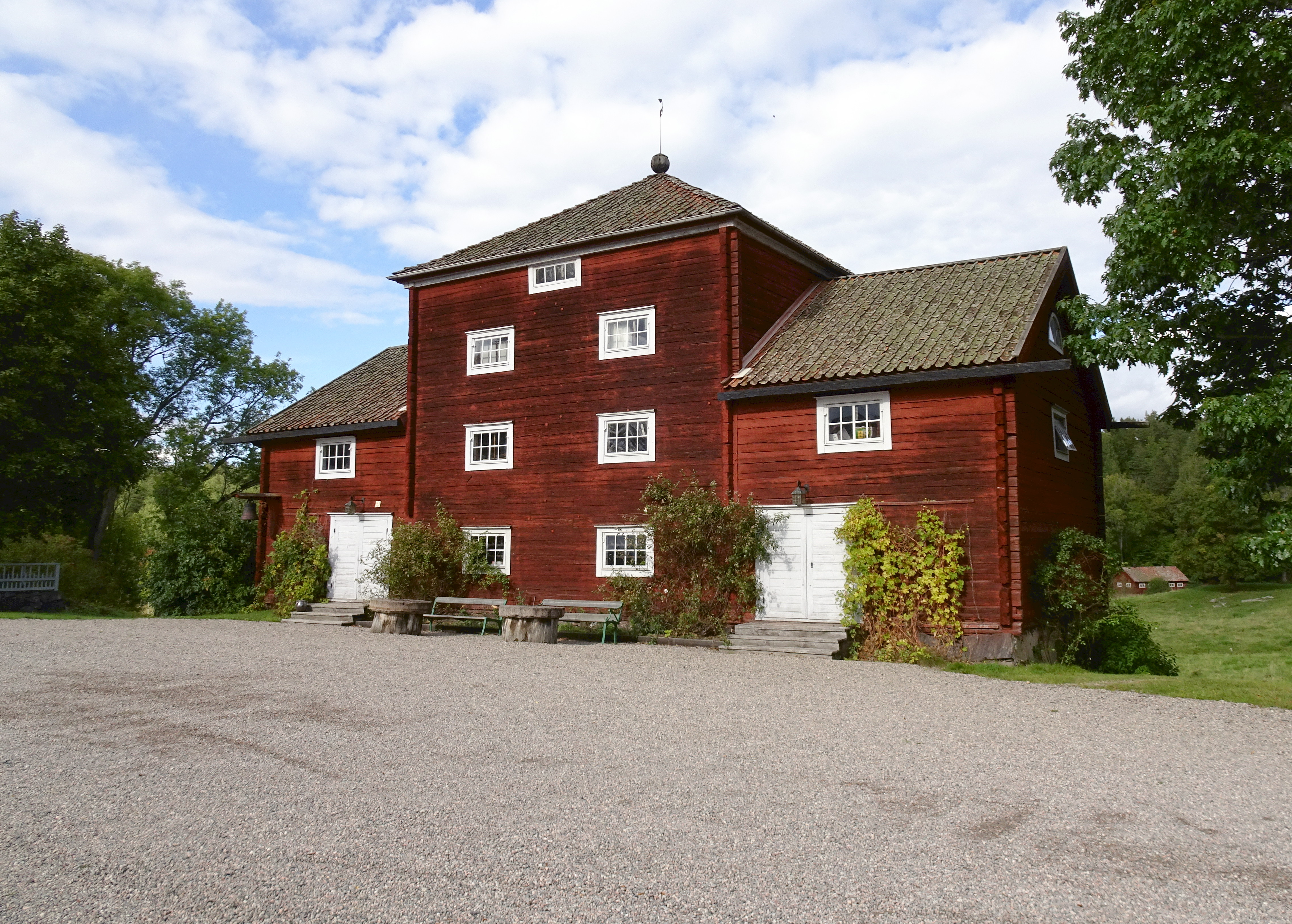
Magasinet, numera gårdsmuseum.